# 藤嶋大規
藤嶋 大規（ふじしま ひろき、1988年5月23日 - ）は、日本の元カヌー選手、元陸上自衛官（2等陸曹）。2012年ロンドンオリンピックの男子 K-2 200 m、2020年東京オリンピックの男子 K-4 500 mに出場。

## 経歴
山梨県南都留郡富士河口湖町出身。小学4年生の時に友達の誘いでB&Gやまなし海洋クラブに入会し、カヌーを始める。
山梨県立富士河口湖高等学校に進学し、高校2年生の時に全国大会で優勝。ナショナルチームの練習にも参加するようになり、本格的に「カヌースプリント選手」としての道を歩み始める。
高校卒業後は立命館大学に進学。K-4 1000 mで北京オリンピックの出場を目指すが惜しくも叶わず。
2012年のロンドンオリンピックでは松下桃太郎とともにK-2 200 mに出場を果たす。結果は10位と入賞には届かず。
2014年に開催された仁川アジア大会では松下とともにK-2 200 mで優勝。
2019年，東京五輪予選を兼ねたカヌー・スプリントの世界選手権がハンガリーのセゲドで行われ、男子カヤックフォア500メートルの順位決定戦で日本がアジア最上位の3着で全体12位となり、松下、水本圭治、宮田悠佑らとともに東京五輪の出場枠を獲得した。
2022年3月23日に自身のTwitterで引退を表明。2024年3月、自衛隊を退職。